# 人工氣候室

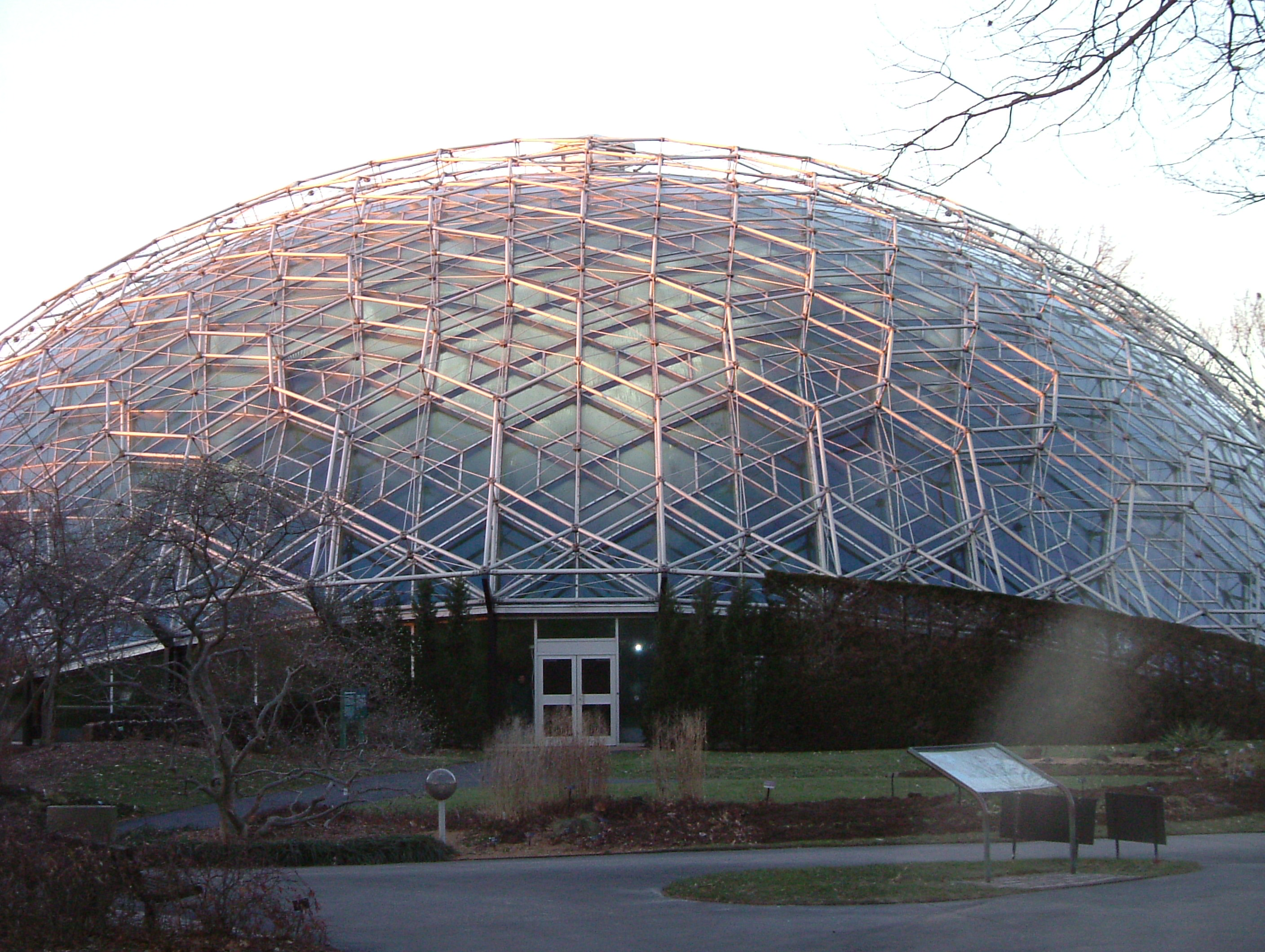
人工氣候室側門，2004年攝

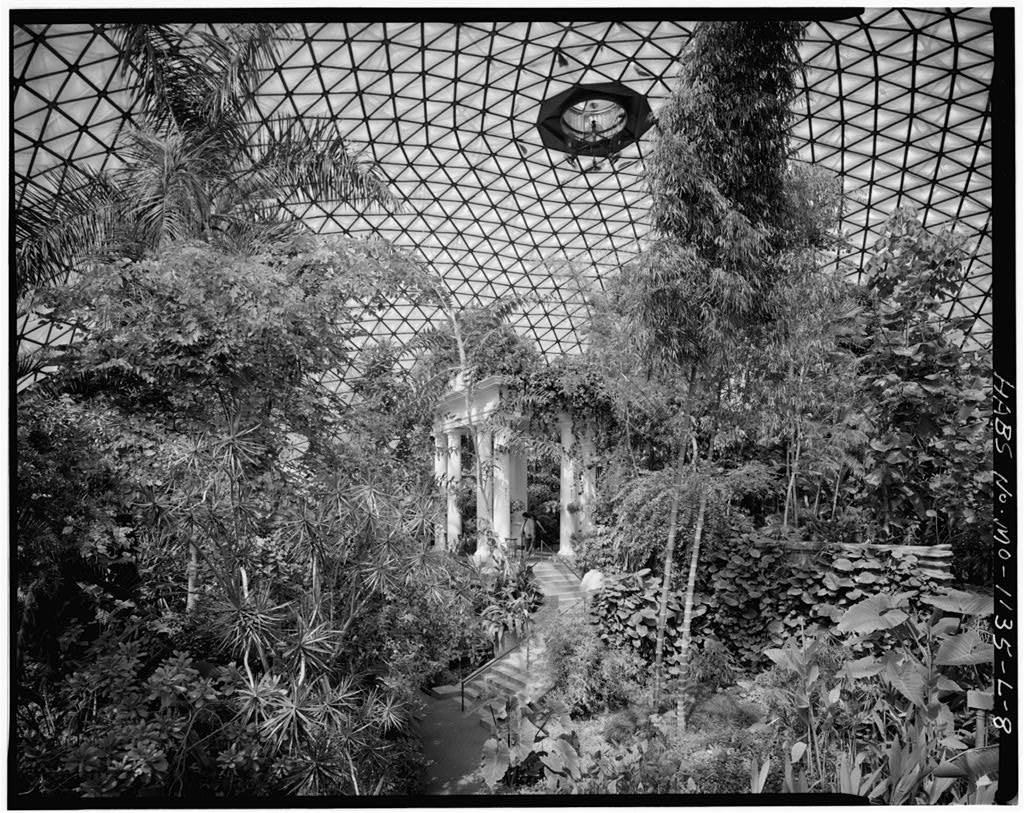
人工氣候室內部，HABS照片，1983年8月

人工氣候室（英語：Climatron）是一個位於美國密蘇里州聖路易斯密蘇里植物園的封閉的網格狀球頂溫室。其建造計劃由園長弗里茨·沃爾莫特·溫特發起，是世界上第一個完全的空調溫室，也是世界上第一個以有機玻璃構建的網格狀球頂建築。1960年完工。其中可以模擬小型低地雨林，在不對內部空間進行分割的情況下就可以完成複雜的氣候調控。
人工氣候室是一個四分之一的球頂，直徑175英尺（53），高70英尺（21）。其框架是抗壓力和抗張力的鋁管。據記錄顯示其造築者為聖路易斯建築師墨菲（Murphy）和麥基（Mackey），Synergetics Inc是其設計者。這些建築師以其鋁管式設計獲得了1961年R·S·雷諾茲紀念獎25,000 美元。1976年被評為美國歷史上100個最偉大的建築成就之一。
該建築包含一個新古典主義石亭和逾400種植物。有24盞泛光燈，以每五分鐘循環一次的頻率在穹頂兩邊模擬日夜。隨著時間的推移，該建築的有機玻璃和金屬框架都開始老化。1988年因重新修繕而關閉，1990年3月再度開張。用2,425塊熱處理玻璃取代了原來的有機玻璃，并覆上了低輻射薄膜。2010年植物園為該建築舉行了50周年慶典。